# 누르 타타르
누르 타타르(튀르키예어: Nur Tatar, 1992년 8월 16일 ~ )는 튀르키예의 태권도 선수이며 쿠르드족이다.
앙카라 일렐 반카니로 옮기기 이전에 TSE 스포츠 클럽 소속이였다. 쥐네이트 귈체크가 담당 코치이다.
타타르는 15살때 유럽 선수권 대회에서 우승하며 첫 메달을 획득하였고 이후 2연패 하였다. 러시아 상트페테르부르크에서 열린 2010년 유럽 선수권대회에 참가하여 은메달을 획득하였다.
2012년에 올림픽에 처음 참가하여 은메달을 획득하였으며 다음해에 메르신에서 열린 지중해 게임에도 참가하여 금메달을 횓극하였다. 2016년 하계 올림픽 태권도에 참가하여 동메달을 획득하였다.
2017년에 이란의 전 태권도 선수 아스카리 메흐란과 결혼하였다.